# Гёмбёш, Дьюла
Дьюла Гёмбёш, граф Якфа (венг. Gömbös Gyula [ˈɡømbøʃ ˈɟulɒ]; 26 декабря 1886, Мурга, медье Тольна, Австро-Венгрия — 6 октября 1936, Мюнхен, Германия) — венгерский крайне правый политик и военный, один из лидеров антикоммунистического, контрреволюционного и антисемитского «Сегедского движения», активный участник свержения Советской республики. Близкий соратник Миклоша Хорти. Премьер-министр Королевства Венгрия в 1932—1936 годах. Ориентировался на итальянский фашизм и германский национал-социализм.

## Армейский офицер
Родился в семье сельского учителя, дунайского шваба. Семья Гёмбёш принадлежала к венгерской Евангелическо-Лютеранской Церкви. В 1897—1901 учился в Евангелическом лицее Шопрона. В 1901 поступил в военное училище Печа, окончил в 1905 в звании энсина. Был определён на службу в пехотный полк австро-венгерской армии, дислоцированный в Загребе.
В составе австро-венгерских войск Дьюла Гёмбёш участвовал в Первой мировой войне. Окончил войну в звании капитана.
Политически Гёмбёш был правым популистом, сторонником Независимой партии мелких хозяев. Несмотря на своё немецкое происхождение, он стоял на позициях венгерского национализма, резко критиковал Габсбургскую империю, выступал за отделении от Австрии и независимость Венгрии.

## Командир венгерских «белых»
В ноябре 1918 года Дьюла Гёмбёш решительно поддержал Революцию астр. При этом его политические взгляды эволюционировали в направлении правого радикализма. 19 января 1919 года Гёмбёш возглавил Венгерскую ассоциацию национальной обороны (MOVE) — ультраправую военизированную организацию, типологически сходную со фашистским Союзом борьбы (но возникшую раньше итальянского аналога).
Провозглашение Венгерской советской республики привело к консолидации венгерских антикоммунистических сил. Антисоветский военно-политический центр сложился в Сегеде под руководством Миклоша Хорти. Дьюла Гёмбёш вошёл в ближайшее окружение Хорти и занял пост военного министра в правительстве венгерских «белых». Вооружённые формирования под командованием Гёмбёша сыграли важную роль в свержении советской республики и послужили основой для воссоздания венгерской национальной армии. Гёмбёш также пытался разложить изнутри Венгерскую Красную армию.
После разгрома Венгерской советской республики силами чехословацко-румынской интервенции и сегедских отрядов Гёмбёш активно участвовал в белом терроре и преследовании венгерских евреев. С другой стороны, в 1921 году Гёмбёш сыграл решающую роль в вооружённом отпоре монархистам и пресечении попытки возвращения на венгерский престол Карла Габсбурга.

## Ультраправый политик
Дьюла Гёмбёш выступал как идеолог и политический лидер «Сегедского движения» — венгерской разновидности фашизма. Он призывал к установлению в Венгрии режима по образцу фашистской Италии. Вокруг Гёмбёша группировались правые радикалы, иногда с криминальным уклоном, типа Миклоша Козмы и Пала Пронаи. Эта группировка, объединяла в основном «джентрийские» элементы и выдвигала радикальные популистские установки. Данная тенденция вызывала серьёзные опасения у традиционной элиты, интересы которой выражало консервативное правительство графа Бетлена.
На этой почве у Гёмбёша возникли осложнения с Хорти, опиравшимся на консервативные круги. Хорти через Козму передал Гёмбёшу угрозу «расстрелять с болью в сердце», после чего Гёмбёш временно ограничил политическую активность. По некоторым сведениям, он переориентировался на контакты с изготовителями фальшивых фунтов стерлингов.
В 1919—1921 годах, во время существования так называемого движения «Белого террора», Гёмбёш руководил системой предъявления бывшим сторонникам коммунистического режима, а также евреям, массово подозреваемым в симпатиях к нему, сфабрикованных обвинений в революционной деятельности. Его судьи массово рассматривали дела не в пользу обвиняемых, а в организованных «Сегедским режимом» концентрационных лагерях на пике находилось до 70 тысяч человек.
Во второй половине 1920-х годов Дьюла Гёмбёш возобновил активную политическую деятельность. Покинув консервативно-хортистскую Партию национального единства, он учредил в 1924 году Партию защиты расы, впоследствии переименованную в Венгерскую партию национальной независимости. Партия занимала ультраправые позиции, выступала под лозунгами крайнего национализма, расизма, антикоммунизма, антилиберализма и антисемитизма. Во внешней политике объявлялась программа реванша и возвращения территорий, утраченных по Трианонскому договору. В социально-экономической сфере Гёмбёш требовал общественного контроля над капиталом и проведения «последовательно христианского курса».
В 1928 году произошло политическое примирение Гёмбёша с Хорти и Бетленом. Гёмбёш взял назад прежние радикальные призывы, в том числе погромно-антисемитские, и вернулся в Партию единства. На следующий год он получил воинское звание генерал-майора и пост министра обороны в правительстве Бетлена.

## Премьер-министр
Великая депрессия начала 1930-х тяжело отразилась на венгерской экономике и дестабилизировала политическую ситуацию. В 1931, после десятилетнего премьерства, ушёл в отставку Иштван Бетлен. В сентябре 1932 за ним последовал кабинет Дьюлы Каройи. Безработица в Венгрии достигла 60 %. Активизировались крайние радикалы слева и справа. В такой обстановке 1 октября 1932 года регент Хорти назначил главой правительства Дьюлу Гёмбёша. Одновременно, с 9 января по 4 февраля 1933 года — министр иностранных дел.
Своё правительство Гёмбёш характеризовал как «христианско-национальное и авторитарное». На посту премьер-министра он объявил программу социальных реформ. В политической сфере она сводилась к резкому ужесточению режима и усилению репрессий. В идеологии и культуре шла массированная пропаганда националистических «духовных скреп». Велась подготовка к запрету Социал-демократической партии и подчинению профсоюзов государству. Гёмбёш провозглашал откровенную ставку на насилие как «приемлемый метод управления государством, позволяющий направлять ход истории в интересах не узкой клики, а всей нации».
Социально-экономическая политика была направлена на стимулирование национального производства за счёт государственной поддержки и развития общественных работ. Этот курс принёс определённые результаты: в 1935 году объём промышленного производства достиг докризисного уровня.
Важнейшей внешнеполитической целью Гёмбёша была ревизия Трианонского договора. Гёмбёш был сторонником т. н. «Белого интернационала Рим-Вена-Будапешт»: альянса правоавторитарных государств — хортистской Венгрии, муссолиниевской Италии и австрофашистского режима. Активизировались дружественные контакты с Польшей Юзефа Пилсудского, Гёмбёш был удостоен высшей польской награды.
Гёмбёш ориентировался также на тесный союз с нацистской Германией. В 1933 году он стал первым главой иностранного правительства, совершившим визит в гитлеровскую Германию. Германия предоставила Венгрии крупный кредит. В 1935 году Венгрия и Германия заключили секретное соглашение о сотрудничестве, в котором был также затронут вопрос о разделе Чехословакии по этническому принципу.
По ряду признаков, Гёмбёш планировал кардинальную трансформацию венгерского режима в подобие германского национал-социализма (высказывания такого характера отмечались в его контактах с Германом Герингом). Эти планы вновь вызвали недовольство консервативных кругов во главе с Хорти, встал вопрос об отстранении Гёмбёша с премьерского поста. Однако 6 октября 1936 года Дьюла Гёмбёш скончался в Мюнхене от почечной недостаточности.

## Современное восприятие
В современной Венгрии Дьюла Гёмбёш является авторитетной фигурой для правого крыла партии Фидес — Венгерский гражданский союз, крайне правых националистов из партии Йоббик и созданной в 2007 году организации MOVE. В то же время к нему негативно относятся либералы и социалисты. Эти разногласия в оценках исторической фигуры привели к серьёзному конфликту в городском собрании Сегеда по вопросу о статусе Гёмбёша как почётного гражданина города.